# ریس پرسکاد
ریس پرسکاد (انگلیسی: Reece Prescod؛ زادهٔ ۲۹ فوریهٔ ۱۹۹۶) دونده سرعت اهل بریتانیا است.